# 油圧

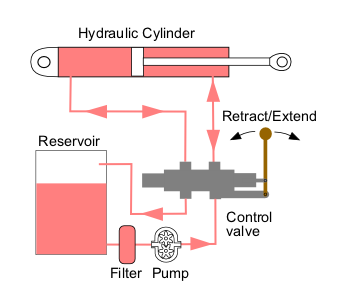
シンプルな「オープンセンター」油圧回路

油圧（ゆあつ　英: Hydraulic）あるいは油圧システム（ゆあつシステム）または油圧駆動システム（ゆあつくどうシステム、英: Hydraulic drive system）とは、液体（主に鉱物油）をエネルギーの伝達媒体とした駆動系のこと。英語でhydraulicと示される通り、元々は水の分野から始まった原理であり、伝達媒体である流体や液体は油だけに限定されるわけではない。類似した圧力媒体の異なる圧力駆動システムには空圧や水・グリセリンを使用した機構がある。

## 概要

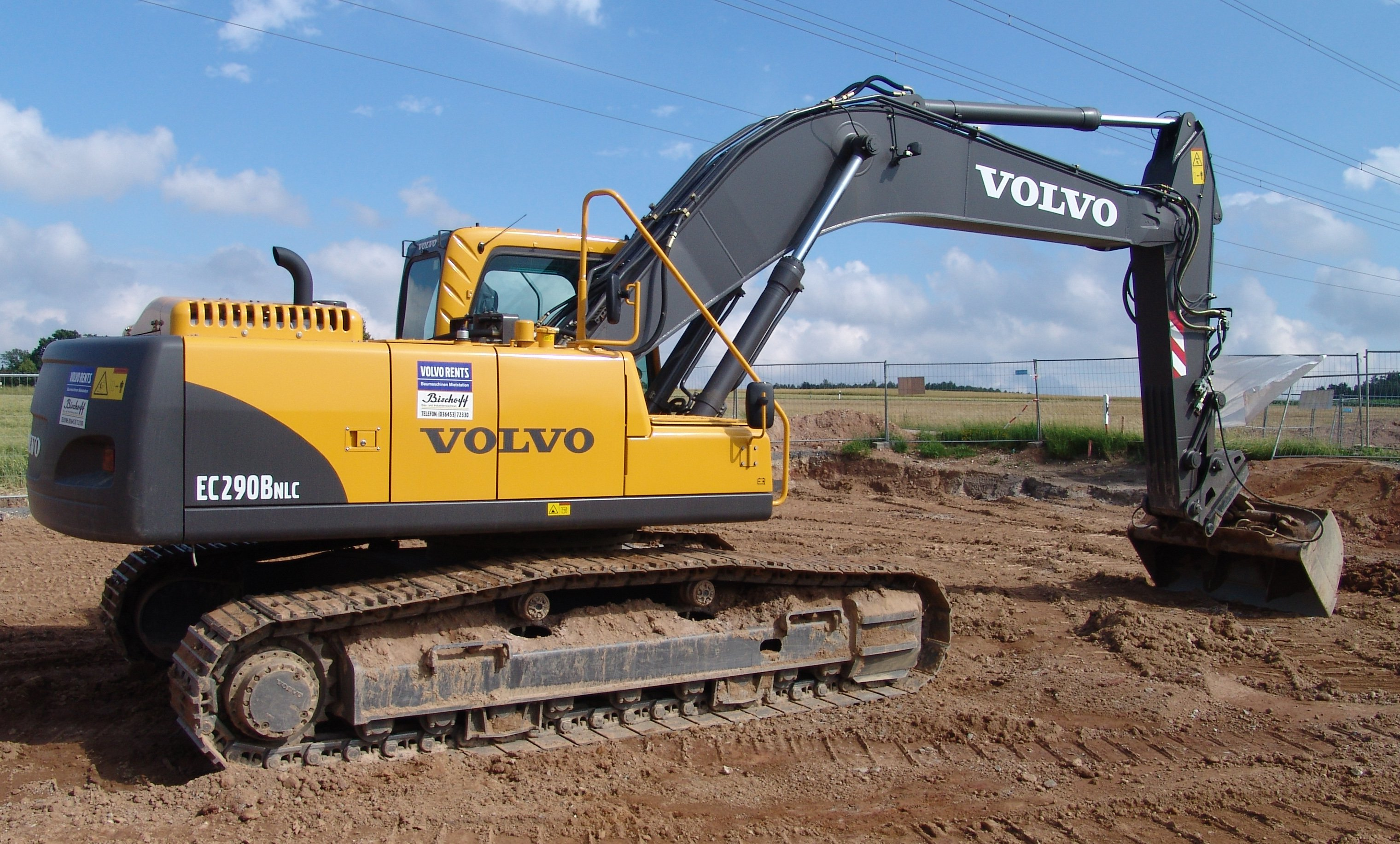
油圧ショベル、油圧シリンダー（ピストン）やホース類が見える

油圧システムは、比較的小型のポンプで大きな力を発揮できる、出力や速度の制御が容易である、遠隔操作が可能である等の特徴を有している。その特徴を生かし、工場では大きな圧力を発揮するプレス機や加圧装置、荷物用エレベーターから各種小型機械の昇降用動力などに多用される。一般的に目に留まりやすい油圧機械として建設機械や荷役機械がある。油圧ショベルやフォークリフトやレッカー車の作業機部分の操作の動力は油圧を使用している。自動車のブレーキ、航空機の舵面操作や水門の開閉等にも使用されている。油圧の圧力単位は国際単位系ではパスカル (Pa) が基本であるが、以前は重量キログラム毎平方メートル (kgf/m2) を元にした単位であるkgf/cm2が使用されていた。現在も国際単位系には各国、各機関とも統一が進んでおらず、重量ポンド毎平方インチ (psi) やバール (bar) を使用する事もある。射出成形機や産業用ロボットは当初は油圧式が主流だったが、1990年代以降パワーエレクトロニクスの発達により、電動式のパワー密度と信頼性が向上すると制御性、エネルギー効率の優れた電動式が市場占有率を高めたが、2010年代にボストン・ダイナミクスが多脚ロボットに精密油圧制御を導入したことにより、潮流が変わり、後述する長所が再び注目され、ロボットへの油圧アクチュエータの導入が増えつつある。
油圧システムが普及する前に多く用いられていた水圧システムは、粘度が低いため動作損失が少ない、弾性変動がごく小さいため応答性や精密性に優れる、漏洩時の火災や汚損リスクが小さい、作動流体が安価といった長所がある。過去、作動油の品質が十分でなかった第二次大戦頃までは戦艦の砲塔、空母の艦載機エレベータ等にも広く利用された。反面、摺動部のシーリングが難しく漏洩損失が大きい、錆び（腐蝕）を生じる、凝固点が高く氷結すると膨張して機器の損壊を生じ低温に弱い、沸点が低いため高温にも弱くキャビテーションも生じやすい、漏洩時に電気系統を損害する、などの問題も多く、作動油の改良が進められ油圧へ置き換わっていった。

### 原理

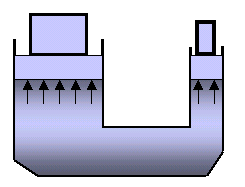
二つのピストン内部の圧力は一定である。面積の大きな左のピストンは右のピストンより面積比に応じた大きな力を発揮できる。

油圧駆動は、いわゆるパスカルの原理を応用して、小さな力を大きな力に変換する。例えば右図の二つのピストンの面積を1:3とすると、右側の小さいピストンに一定の力を加えて押し下げると、左側のピストンはその3倍の力で1/3の距離を上昇する。油圧駆動は油圧ポンプで作った高圧の流体を配管やパイプで送り出し、所定の場所に設置されたピストンや油圧モーター（油圧機器ではアクチュエーターと総称する）で仕事を行う動力方式である。

### 長所
- 比較的小型の油圧ポンプで、大きな力を出すことができる。（空気圧機器よりも高圧で使える）
- 過負荷で止まった時に、動力系に悪影響を与えない。（電気モーターと大きく異なる）
- 出力や速度の調整が容易であり、繊細な操作が要求される航空機の舵面操作にも対応する。これは作動油の圧縮率が低いため、力をダイレクトに伝えることと、ある程度の衝撃や振動を吸収することを両立できるためである。
- 電気式や油圧式などによる遠隔操作が可能。
- 作動油自体に防錆・潤滑効果があり機器内部の摩耗が少ない。

### 短所
- ポンプ・バルブ類・調整弁・アクチュエーター間の配管が長く複雑になると、配管継手やフランジから外部油漏れが起こりやすい。接合部の施工不良や、シール類の劣化も外部油漏れの一因となる。漏れた油は周囲を汚染するのみならず、タンク油量が低下することによってポンプの空転・焼き付きの原因ともなり得る。
- 油は酸化や水の混入により劣化し、出力性能の低下や機器の損傷を引き起こす。そのため事前に適切な銘柄を選定し、使用開始後は常に管理する必要がある。
- 油は温度変化に伴い粘度が変化する。低温では高粘度によるエネルギーロスが大きくなり、高温では粘度の低下により漏れが多くなったり作動油の劣化が速くなるなどの弊害が出る。
- 油圧機器の内部では漏れが多少とも発生する。漏れた油は圧力がより低い系統に伝わり、最終的にはタンクへ還流する。この内部漏れは実際の仕事につながらず、その分ポンプが余計な仕事をすることになり、エネルギー効率の低下を生む。また内部漏れは発熱の原因となる。結果として、内部漏れの発生量によっては、動力源・タンク・オイルクーラーが本来の適性サイズよりも大きくなり、シール類や油も早期に劣化するおそれがある。
- 配管の新設や維持にコストがかかる。空圧システムではアクチュエーターでの仕事を終えた空気を大気中へ解放できるが、油圧では戻り油をタンクへ返す配管が必要になる。また油圧の比較的高い回路圧力に見合った材質・設計の配管（鋼管やホース）や機器・マニホールドブロックを用いなければならない。例えば液圧用ホースの場合、JIS B8360ないしB8362に規定されたホースアセンブリ試験圧力は、最大で試験圧力69MPa・最小破壊試験圧力138MPaにも達する。
- 金属を多用する圧力機器であるため軽量化が難しく、また作動油の軽量化はほぼ不可能である。これは重量要件のシビアな機械ではネックとなる。

## 作動
油圧機器を作動させるためには、油圧ポンプから吐出した作動油を、圧力制御弁を介して圧力を所定レベルに下げ、流量調節弁により流量をコントロールして、油圧モーターや油圧シリンダーに送り込み、油圧モーターを回転または油圧シリンダーを作動させる。回転の方向（正転または逆転）やシリンダーの伸縮は方向制御弁で制御する。

### 構成機器
油圧ポンプ
作動油に圧力を加え、油圧回路に作動油を送り出す機能を持つ。電動機やエンジンなどを動力源として、回転運動で油圧回路に作動油を吐出する（油圧力を発生する）。構造によって概ね下記に分類できる。
ベーンポンプ
ケーシング内に偏心して取り付けられた回転子に取り付けられた可動式羽根車（ベーン）を回し作動油に圧力を与え吐出する。比較的低圧領域に適している。
ギヤポンプ
ケーシングの中で回転する歯車が噛み合うことで、作動油に圧力を与え吐出する。構造によって「外接ギヤポンプ」と「内接ギヤポンプ」の2種類がある。小型機械（フォークリフトや農業機械など）の動力源として使われる例が多い。構造上、可変式がなくすべて固定容量式である。
スクリューポンプ
ケーシングの中で複数のスクリューが回転し噛み合うことで、作動油を軸方向に押し出す。エレベータの昇降や水門の開閉など。連続吐出する構造のため、運転時の脈動が起きない。
ピストンポンプ
「プランジャーポンプ」とも。回転軸の周りに配置されたピストンの往復運動で油圧力を発生するもの。軸に対するピストンの作動方向によって、「アキシャルピストンポンプ」（ピストンの作動方向が軸とほぼ平行）、「ラジアルピストンポンプ」（作動方向が軸の中心から外に向かう）に大別される。アキシャルピストンポンプには「斜板式」と「斜軸式」があり、さらに吐出量が固定式のものと可変式のものとがある。
アキシャルピストンポンプ（斜板式）
回転するバルブプレートによる弁機構と、回転する傾斜した板によるピストンの往復運動で圧力を与えるもの。
アキシャルピストンポンプ（斜軸式）
動軸とシリンダブロック中心軸とが、ある角度をもった形式のアキシャルピストンポンプ。
ラジアルピストンポンプ
動軸に対してシリンダーが放射状 （星型）に並んでいるもの。基本的に固定容量式。アキシャルピストンポンプに比べて摺動部品が少ないため内部リーク量が少なく、運転時の効率がよい。高い作動圧力にも対応できる。

油圧モーター（アクチュエーター）
油圧ポンプから得た油圧力から回転運動を取り出すもの。基本的な構造は各種油圧ポンプと同じであり、ベーンモータ、ギヤモータ、ピストンモータがある。
油圧ブレーキ
油圧モーター等に付随して駆動部を拘束・保持する装置。ネガティブブレーキ（圧力がない場合に駆動部を拘束、圧力確立で解除）とポジティブブレーキ（圧力を加えると駆動部を拘束、圧力がなくなると解除）がある。
油圧シリンダー（アクチュエーター）
油圧を直線運動に変換し、伸縮の駆動をする装置。伸縮の両方に油圧力を必要とする複動式と、一方が油圧駆動・他方が外力またはばね駆動の単動式がある。
弁
方向制御弁
油の流路を閉止・開通する制御を行い、弁内部のスプールやポペットなどの切り換えエレメントを、電磁石や手動レバー、空圧ないし油圧ピストンなどのアクチュエーターで作動させる。電磁石で切り換えるものは電磁弁と呼ばれる。全開か全閉だけを切り換えるオンオフ弁と、切り換え途中のエレメント開度を無段階制御できる比例弁ないしサーボ弁とに大別される。比例弁・サーボ弁は流量制御弁の代用としても使うことができる。
圧力制御弁 (リリーフ弁)、安全弁
設定以上の圧力になると圧力油を油圧系統から逃がし、それ以上の圧力上限を抑える機能を持つ弁。逃がした作動油は配管を通ってリザーブタンクへ戻す。比例電磁弁を使用した場合、制御電流または制御電圧に比例した圧力調整を遠隔制御することができる。
流量制御弁
設定以上の流量を絞り、弁以降の流量上限を抑える機能を持つ弁。流量を絞ると流量制御弁より手前の圧力が上がり、固定ポンプでは圧力制御弁が作動して絞られた分の作動油をリザーブタンクへ戻す。可変ポンプの場合はポンプ吐出量が自動的に低下される。比例電磁弁を使用した場合、制御電流または制御電圧に比例した流量調整を遠隔制御することができる。
逆止弁 (チェック弁)
油圧の流れを一方向に制限する機能を持つ弁。一次側 (入側) より二次側 (出側) の圧力が高い場合、弁が閉塞される。任意のタイミングで弁を開く遠隔操作機能を持ち、二次側から一次側へ逆流させることができる製品は、パイロットチェック弁 (パイロット操作チェック弁 )と呼ばれる。
その他

アキュムレータ
油圧エネルギーを一時的に貯めておき、油圧の脈動を減らす。一気に大量の作動油が必要になるときのリザーバーや、ポンプと併用した油圧源の役目も持つ。油圧側の圧力を受けて圧縮・膨張する機能に窒素ガスやばねが用いられる。
油圧計（圧力計）
直接目盛りを目視する圧力計のほか、遠隔監視するために電気信号に変換する圧力センサーを使う場合もある。
油温計
油圧システムの運転温度には適切なレベルがあり、低過ぎても高過ぎても支障をきたす。直接目盛りを目視する油温計のほか、遠隔監視するために電気信号に変換する温度センサーを使う場合もある。
オイルフィルター
作動油に混入したゴミや、運転にともなって生まれるスラッジ（作動油生成物）・金属粉を取り除く。用途・設置場所に応じて、濾過精度や素材、耐圧能力、流量サイズを使い分ける必要がある。濾過能力が高い順に、ポンプの吐出系統に設けるインラインフィルター、油圧系統からの戻り系統に設けるリターンフィルター、ポンプの吸入ポートに設けるサクションストレーナーに大別できる。また油圧系統とは別個に独立した循環回路を設けて、タンクの油を常時濾過するオフラインフィルターも存在する。フィルターが使用中に目詰まりする可能性がある場合には、油を自動的に迂回させるバイパスバルブや、目視や電気信号による検知装置が必要となる。
オイルタンク（リザーバー・タンク）
油圧系統に必要な作動油を貯めておくタンク。リリーフ弁（圧力制御弁）から出る余分な作動油やアクチュエーター類から戻ってきた作動油を貯める。作動油の冷却機能や、混入した気泡やゴミを分離する機能も有する。弁類を配管中やアキュムレータの油を抜く場合は、戻り量によってタンクが溢れないように注意が必要である。
冷却器
作動油の温度が高温になる条件下では、作動油の温度を適正レベルまで下げるために冷却器（クーラー、ラジエーター）を設置する場合がある。構造上は空冷式、水冷式、冷媒式の3種類に大別できる。油圧系統から戻ってきた油をタンクへ入れる直前に冷やすインライン配置と、油圧系統とは独立した形でタンクの油を直接冷やすオフライン配置とがある。
ヒーター
運転中に作動油の温度が大きく変わると油圧の性能に影響が出る。運転起動時などに作動油の温度が低過ぎる場合、ヒーターで作動油を適正レベルにまで予熱する。

### 作動油
油圧で使われる流体は、一般的には石油（鉱物油）系作動油と難燃性合成作動油とに大別できる。前者が消防法上の危険物（乙種第4類（引火性液体）のうち第4石油類）に該当するのに対し、後者は引火点がより低いため指定可燃物として扱われ、貯蔵・取扱いについての規制が緩和される。最近では植物油や合成油を使用した、環境対応型の生分解性作動油も登場した。いずれも基材にさまざまな添加物を調合してあり、潤滑性を保つ、金属に対して防錆・防食性を持つ、劣化しにくい、泡立ちにくく気泡が発生しても分離しやすい、混入した水を分離しやすいといった条件を満たすように考慮されている。
使用時の気温、状態、場所、運転頻度といった諸条件に合う作動油を選定しなければならない。劣化にともなって作動油の性状が変化・悪臭が発生したり、異物が混入した、あるいは水分混入により白濁した場合は交換する。問題無く使用できる状態であっても、一定の期間・使用時間（目安は最長でも1年以内）が過ぎたらやはり交換する。高性能なオイルフィルターを使うのがベストだが、単に作動油を定期交換するだけでも、油圧システムの寿命が大きく変わってくる。
また油圧機器のパッキン素材には多くの種類があり、作動油や使用環境、作動圧力に適合するものを選ばなければならない。
自動車のブレーキシステムの作動油はブレーキフルードといい、多くはエチレングリコールなどを主剤としたグリコール系である。水分が混入しても容易にベーパーロック現象が発生しないよう、水溶性の成分が選ばれている。

## 図記号
油圧の図記号はJIS B 0125-1 油圧・空気圧システム及び機器 図記号及び回路図 第1部：図記号に記載されている。

## 代用
航空機などの重量にシビアな機械では、軽量化のため電気モーターと電線に置き換えタンク・ポンプ・配管を排除したパワー・バイ・ワイヤなどが考案されている。しかし純粋な電気駆動方式（ElectroMechanical Actuation／EMA）にはまだ未知数の技術的リスクがあり、油圧駆動としつつポンプはアクチュエータとパッケージ化して分散させ、機体に取り回される配管を削減する電動油圧式（ElectroHydraulic Actuation／EHA）が先行して実用化が進んでいる。